# Seiersberg-Pirka
Seiersberg-Pirka – gmina w Austrii, w kraju związkowym Styria, w powiecie Graz-Umgebung. Liczy 10 694 mieszkańców (1 stycznia 2015).